# مزرعة بان بكر
مزرعة بان بكر (بالإنجليزية: Mazraeh-ye Ban Bakar)‏ هي مستوطنة تقع في قسم كلان الريفي (مقاطعة إيوان) في إيران.